# Vanessa Zambotti
Vanessa Martina Zambotti Barreto (Chihuahua, 4 de marzo de 1982) es una deportista mexicana que compitió en judo. Ganó tres medallas en los Juegos Panamericanos entre los años 2007 y 2015, y diecisiete medallas en el Campeonato Panamericano de Judo entre los años 2001 y 2015.
Es graduada en la carrera de Ciencias de la Comunicación por la Universidad del Valle de México.

## Palmarés internacional
| Juegos Panamericanos    | Juegos Panamericanos            | Juegos Panamericanos | Juegos Panamericanos |
| Año                     | Lugar                           | Medalla              | Categoría            |
| ----------------------- | ------------------------------- | -------------------- | -------------------- |
| 2007                    | Río de Janeiro (Brasil)         | Medalla de oro       | +78 kg               |
| 2011                    | Guadalajara (México)            | Medalla de bronce    | +78 kg               |
| 2015                    | Toronto (Canadá)                | Medalla de plata     | +78 kg               |
| Campeonato Panamericano |                                 |                      |                      |
| Año                     | Lugar                           | Medalla              | Categoría            |
| 2001                    | Córdoba (Argentina)             | Medalla de bronce    | +78 kg               |
| 2001                    | Córdoba (Argentina)             | Medalla de bronce    | Abierta              |
| 2002                    | Santo Domingo (Rep. Dominicana) | Medalla de plata     | +78 kg               |
| 2002                    | Santo Domingo (Rep. Dominicana) | Medalla de bronce    | Abierta              |
| 2003                    | Salvador (Brasil)               | Medalla de oro       | +78 kg               |
| 2004                    | Isla de Margarita (Venezuela)   | Medalla de bronce    | +78 kg               |
| 2005                    | Caguas (Puerto Rico)            | Medalla de plata     | +78 kg               |
| 2005                    | Caguas (Puerto Rico)            | Medalla de bronce    | Abierta              |
| 2007                    | Montreal (Canadá)               | Medalla de bronce    | +78 kg               |
| 2008                    | Miami (Estados Unidos)          | Medalla de bronce    | +78 kg               |
| 2009                    | Buenos Aires (Argentina)        | Medalla de plata     | Abierta              |
| 2009                    | Buenos Aires (Argentina)        | Medalla de bronce    | +78 kg               |
| 2010                    | San Salvador (El Salvador)      | Medalla de plata     | +78 kg               |
| 2010                    | San Salvador (El Salvador)      | Medalla de plata     | Abierta              |
| 2011                    | Guadalajara (México)            | Medalla de plata     | +78 kg               |
| 2012                    | Montreal (Canadá)               | Medalla de bronce    | +78 kg               |
| 2015                    | Edmonton (Canadá)               | Medalla de bronce    | +78 kg               |